# Partit d'Acció Popular
El Partit d'Acció Popular o PAP (en anglès: People's Action Party; en xinès: 人民行动党 Rénmín Xíngdòngdǎng; en malai: Parti Tindakan Rakyat; en tàmil: மக்கள் செயல் கட்சி) és un partit polític que actua a Singapur i Malàisia minoritàriament. Generalment se situa en l'espectre de la centredreta política.
Des de la seva victòria en les eleccions generals de 1959, el PAP ha dominat completament la vida política del país. Encara que les eleccions a Singapur són netes, la llarga influència del PAP al govern i el seu control sobre els mitjans de comunicació, sumat a diverses restriccions a les llibertats civils, han portat al fet que habitualment es descrigui a Singapur com un "estat de partit únic de facto" i al seu sistema de govern com a "antidemocràtic".
Fundat inicialment com un partit marxista tradicional, la facció d'esquerra va ser expulsada del partit en 1961 per Lee Kuan Yew, enmig de la fusió de Singapur amb Malàisia, per tractar moure el partit cap al centre. No obstant això, a partir de la dècada de 1960 el partit va començar a moure's ràpidament cap a la dreta.

## Ideologia
Des dels primers anys del govern del PAP, la idea de la supervivència ha estat un tema central de la política de Singapur. Segons Diane Mauzy i RS Milne, la majoria dels analistes de Singapur han discernit quatre ideologies principals del PAP: el pragmatisme, la meritocràcia, el multiracisme i els valors asiàtics o el comunitarisme.
Al gener de 1991, el PAP va presentar el Llibre Blanc sobre valors compartits, que intentava crear una ideologia nacional i institucionalitzar els valors asiàtics. El partit també diu que "rebutja" el que considera democràcia liberal d'estil occidental. La ideologia econòmica del partit sempre ha acceptat la necessitat d'alguna despesa de benestar, intervencionisme econòmic pragmàtic i política econòmica keynesiana en general. No obstant això, les polítiques de lliure mercat han estat populars des de la dècada de 1980 com a part de la implementació més àmplia d'una meritocràcia a la societat civil.

## Resultats electorals

### Federació de Malàisia
| Elecció | Vots en total | % de vots       | Escons obtinguts | Escons en total | Resultat | Líder        |
| ------- | ------------- | --------------- | ---------------- | --------------- | -------- | ------------ |
| 1964    | 42.130        | \| \| 2.05 % \| | 1 / 104          | 13 / 159        | Oposició | Lee Kuan Yew |
|         | 2.05 %        |                 |                  |                 |          |              |

### República de Singapur
|  | 8.72 % |

|  | 54.08 % |

|  | 46.93 % |

|  | 86.72 % |

|  | 70.43 % |

|  | 74.09 % |

|  | 77.63 % |

|  | 64.32 % |

|  | 63.17 % |

|  | 59.44 % |

|  | 63.45 % |

|  | 75.29 % |

|  | 66.60 % |

|  | 60.14 % |

|  | 69.86 % |

|  | 61.24 % |